# Anita (Iowa)
Pour les articles homonymes, voir Anita.
Anita est une ville du comté de Cass, en Iowa, aux États-Unis. Elle est incorporée en 1875.

## Source de la traduction
- (en) Cet article est partiellement ou en totalité issu de l’article de Wikipédia en anglais intitulé « Anita, Iowa » (voir la liste des auteurs).